# Дічен Лакмен
Дічен Лакмен (англ. Dichen Lachman, нар. 22 лютого 1982) — австралійська актриса непальського походження.

## Раннє життя
Дічен Лакмен народилася в Катманду, Непал, і жила там до восьми років, після чого переїхала разом з сім'єю в Австралію. Закінчивши Університет Аделаїди, вона почала свою кар'єру з ролей в австралійських телешоу.

## Кар'єра
У 2005 році Дічен Лакмен отримала постійну роль в австралійській мильній опері «Сусіди», де знімалася наступні два роки. Також вона зіграла невелику роль у фільмі «Аквамарин». Згодом переїхала в США.
На початку 2008 року Лакмен отримала одну з головних ролей в телесеріалі каналу Fox «Клуб ляльок». Шоу було закрито після двох сезонів через низькі рейтинги. Після цього вона отримала постійну роль у другому сезоні серіалу «Бути людиною». Також Лакмен була гостем в таких серіалах як «Морська поліція: Лос-Анджелес», «Гаваї 5.0», «Торчвуд» і «Болота» .
У 2012 році Лакмен отримала одну з головних ролей в телесеріалі каналу ABC «Остання надія», який був закритий після одного сезону через низькі рейтинги. У 2014 році вона знімалася у Канаді в ролі Ані (Anya) в серіалі телекомпнанії The CW — «Сотня».

## Особисте життя
З 24 січня 2015 року Дічен одружена з американським актором австрійського походження Максом Осінські. У подружжя є донька — Матильда Осінські (народ. в травні 2015).

## Фільмографія
| рік  | Назва                             | роль          |                  |
| ---- | --------------------------------- | ------------- | ---------------- |
| 2005 | Eastworld                         | бандитка # 4  |                  |
| 2006 | Safety in Numbers                 | репортер      |                  |
| 2006 | Аквамарин / Aquamarine            | Бет-Енн       |                  |
| 2007 | Tyrannosaurus Azteca              | Айакоатл      | телефільм        |
| 2009 | Bled                              | Аарен         |                  |
| 2010 | Sunday Punch                      | Джилл         | короткометражний |
| 2012 | Lust for Love                     | Калі          |                  |
| 2013 | Too Late                          | Джуллі Бін    |                  |
| 2022 | Світ Юрського періоду 3: Домініон | Сайона Сантос |                  |
| 2024 | Королівство планети мавп          | Коріна        |                  |
| 2026 | Інциденти навколо будинку         |               |                  |

| Рік             | Назва                                             | Роль                            | Примітки серіал |
| --------------- | ------------------------------------------------- | ------------------------------- | --------------- |
| 2005-2007       | Сусіди / Neighbours                               | Катя Кінскі                     | 88 епізодів     |
| 2009-2010       | Клуб ляльок / Dollhouse                           | Сієрра / Рия Тсетсенг           | 27 епізодів     |
| 2010            | Морська поліція: Лос-Анджелес / NCIS: Los Angeles | Еллісон Прітчетт / Аллис Такада | 1 епізод        |
| 2010            | Гаваї 5.0 / Hawaii Five-0                         | Емі Ханамоа                     | 1 епізод        |
| 2011            | Торчвуд / Torchwood: Miracle Day                  | Лін Пітерфілд                   | 1 епізод        |
| 2012            | Бути людиною / Being Human                        | Сюрен                           | 7 епізодів      |
| 2012            | Болота / The Glades                               | шеф Лана Кім                    | 1 епізод        |
| 2012-2013       | Остання надія / Last Resort                       | Тані Тумренджек                 | 13 епізодів     |
| 2014            | Сотня / The 100                                   | Аня                             | 7 епізодів      |
| 2014-2015, 2020 | Агенти Щ.И.Т. / Agents of S.H.I.E.L.D.            | Дзяйін Джонсон                  | 11 епізодів     |
| 2015            | Безсоромні / Shameless                            | Анджела                         | 6 епізодів      |
| 2016            | Останній корабель / The Last Ship                 | Джессі                          | 8 епізодів      |
| 2016            | Супердівчина / Supergirl                          | Рулетка / Вероніка Сінклер      | 2 епізоду       |
| 2018            | Видозмінений вуглець / Altered Carbon             | Рейлін Кавахара                 | 10 епізодів     |